# 尼亞瓦鄉
46°29′0″N 24°50′0″E / 46.48333°N 24.83333°E
尼亞瓦鄉（羅馬尼亞語：Comuna Neaua, Mureș），是羅馬尼亞的鄉份，位於該國中部，由穆列什縣負責管轄，面積40平方公里，海拔高度443米，2007年人口1,456，人口密度每平方公里36人。